# Ron Pundak
Ron Pundak (14. maj 1955 – 11. april 2014) var en israelsk historiker og journalist. Han spillede en vigtig rolle ved Oslo-fredsprocessen i 1993.[kilde mangler] Pundak var direktør ved instituttet Peres Center for Peace i Tel Aviv-Jaffa og med-formand for det Palestinænsisk-Israelske Freds-NGO-Forum.[kilde mangler]
Han blev født i Tel Aviv, som søn af Herbert Pundik. Han døde 59 år gammel efter en længerevarende kræftsygdom.